# Bakoteh
Bakoteh è un distretto di Serekunda, la più grande città del Gambia, situato a sud-ovest della capitale Banjul.
Nel censimento del 1993 contava 6594 abitanti.

## Sport
A Bakoteh è presente una squadra di calcio.